# Rebeliões do Soldado Espiritual (1920-1926)
As Rebeliões do Soldado Espiritual de 1920-1926 [a] foram uma série de grandes revoltas camponesas contra autoridades estatais e senhores da guerra nas províncias de Hubei e Sichuan, na República da China, durante a Era dos Senhores da Guerra. Após anos de repressão brutal, guerra civil e impostos excessivos, a população rural da China central estava inquieta e suscetível a movimentos militantes salvacionistas. Um grupo espiritual, os chamados Soldados Espirituais, prometeu aos camponeses que eles poderiam obter proteção contra o armamento moderno através da magia protetora. Consequentemente, dezenas de milhares de pessoas reuniram-se para se juntar aos Soldados Espirituais e revoltaram-se com sucesso nas áreas montanhosas e isoladas de Hubei e Sichuan. No seu auge, o movimento do Soldado Espiritual contava com mais de 100.000 combatentes e controlava cerca de quarenta condados.
Os Soldados Espirituais tiveram vitórias militares precoces, mas, em relação aos seus oponentes, careciam de organização, de uma ideologia coesa e de armamento moderno. Como resultado, não conseguiram prevalecer face às contraofensivas concentradas dos exércitos dos senhores da guerra chineses. Os principais exércitos dos Soldados Espirituais foram derrotados e dispersos em 1926. Apesar disso, o movimento permaneceu ativo e continuou a espalhar-se pelas províncias vizinhas. Consequentemente, várias facções dos Soldados Espirituais aliaram-se ao Partido Comunista Chinês, fornecendo apoio crucial à insurgência nascente deste último na China central.

## Antecedentes

### Era dos Senhores da Guerra e rebeliões camponesas na China
Bom ferro não faz pregos, bons homens não fazem soldados.

—Provérbio chinês antimilitarista
Tendo sofrido instabilidade interna durante décadas, a China desintegrou-se totalmente com a morte de Yuan Shikai em 1916. Na Era dos Senhores da Guerra seguinte, homens fortes militares usaram exércitos privados para conquistar seus próprios territórios enquanto lutavam entre si para alcançar a supremacia. No processo, os senhores da guerra causaram grande sofrimento à população civil da China. Eles suprimiram brutalmente a oposição, aumentaram os impostos elevados e, em muitos casos, permitiram que os seus exércitos saqueassem, violassem e escravizassem civis. Isto, combinado com as constantes guerras entre os senhores da guerra, levou à miséria, à fome e ao aumento do banditismo em muitas áreas.  Algumas regiões sofreram mais do que outras com o domínio dos senhores da guerra. As partes menos desenvolvidas e mais remotas da China, como o sul, o centro e o oeste do país, foram as mais adversamente afectadas. Para começar, eram muitas vezes bastante pobres e isolados, e as crises tinham menos probabilidades de serem aliviadas por ajuda externa. Além disso, os exércitos dos senhores da guerra destas regiões estavam menos bem equipados, alimentados e disciplinados do que os seus equivalentes nas regiões mais ricas do norte e costeiras da China. Consequentemente, os soldados senhores da guerra do sul da China trataram especialmente mal os civis, explorando-os e abusando-os regularmente. 
Como resultado, os camponeses da China rural geralmente viam os estrangeiros, como soldados, cobradores de impostos e outros agentes estatais, como "estrangeiros" ou "parasitas" por natureza, e eram profundamente hostis para com eles.  Na tentativa de expulsar esses grupos de suas terras,  ou pelo menos para resistir à cobrança de aluguéis  e impostos,  os camponeses lançaram um grande número de revoltas, motins e protestos durante a Era dos Senhores da Guerra. . Variando muito na sua intensidade e importância, tais perturbações frequentemente surgiam espontaneamente  e eram frequentes durante anos de colheitas fracas.  Em vários casos, os camponeses aderiram ou organizaram sociedades secretas militantes que atuaram como grupos de autodefesa e de vigilantes. Na maioria dos casos, porém, os camponeses foram incapazes de formar movimentos coesos e a sua resistência foi facilmente esmagada pelos senhores da guerra. 

### Situação no oeste de Hubei e no leste de Sichuan

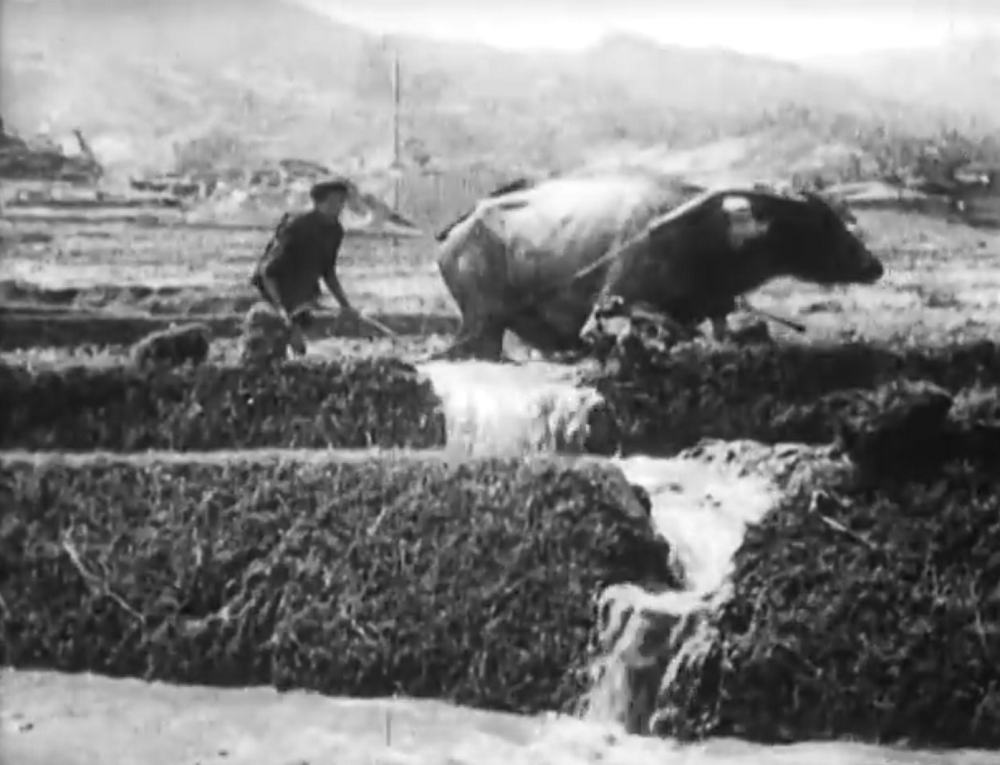
Um camponês chinês nos campos nas décadas de 1910 ou 1920.

Após a Guerra de Proteção Nacional de 1915-1916, Hubei e Sichuan caíram no caos, à medida que vários senhores da guerra construíram seus próprios feudos.  Sichuan tornou-se o lar de um grande número de senhores da guerra, alguns deles pouco mais do que líderes de aldeias ou chefes de bandidos, enquanto outros lideravam exércitos de vários milhares de homens. Esses homens fortes militares lutavam constantemente entre si.  Como resultado, centenas de milhares de soldados, milicianos e bandidos percorreram as duas províncias durante a Era dos Senhores da Guerra, causando instabilidade generalizada.  Outras tensões existiram devido ao facto de os senhores da guerra locais muitas vezes reconhecerem a autoridade nominal do governo central e dos senhores da guerra mais poderosos no norte da China, mas desconfiarem deles e quererem manter a sua autonomia. 
Além das lutas internas caóticas entre os exércitos de Sichuan e Hubei, as duas províncias foram afectadas por divisões adicionais entre os diferentes grupos étnicos e sociais. Enquanto os vales e planícies de Sichuan e Hubei eram dominados pelos chineses han, as terras altas abrigavam uma população mista de migrantes han e de grupos não han, como os Miao, Tujia e outros. Este último sentia-se tradicionalmente oprimido pelo povo da planície e há muito resistia à imigração Han, bem como à influência dos governos centrais chineses. Os montanheses eram, portanto, mais versados na organização de forças de autodefesa e mais propensos à revolta do que a população Han. Neste contexto, os sistemas de crenças também foram de grande importância.  Embora os migrantes chineses Han e os habitantes das terras altas raramente se casassem entre si,  eles influenciaram-se culturalmente uns aos outros.  Isso deu origem a um ambiente cultural e religioso altamente heterodoxo no qual o culto aos ancestrais,  e a crença na magia, bem como na possessão, desempenharam um papel importante.  No contexto da longa luta pela autonomia dos montanheses, deuses, heróis e ancestrais foram frequentemente associados a resistências e rebeliões do passado.  Estes elementos ajudaram a popularizar os chamados “soldados espirituais” – a crença de que se poderia invocar seres divinos que lutariam ao lado ou possuiriam um lutador, concedendo aos marginalizados e fracos a capacidade de se oporem a adversários mais fortes.  A crença em soldados espirituais foi frequentemente integrada em movimentos messiânicos e apocalípticos na história chinesa, dando origem à ideia de que salvadores disfarçados de humanos chegariam em tempos de imensa crise, liderando um exército de soldados espirituais, e estabeleceriam uma nova e justa regra sobre terra.  [c]
No meio desta situação volátil, surgiu um vácuo de poder no oeste de Hubei em 1920. O exército de 30.000 homens dos senhores da guerra Li Tiancai, Lan Tianwei, Bao Wenwei e Wang Tianzong, que anteriormente controlava a área de Enshi-Hefeng, foi expulso pelo governador de Hubei, Wang Zhanyuan.  Isto permitiu que as comunidades locais se organizassem para resistir aos soldados e bandidos dos senhores da guerra. 

## Rebelião

### Levantes iniciais

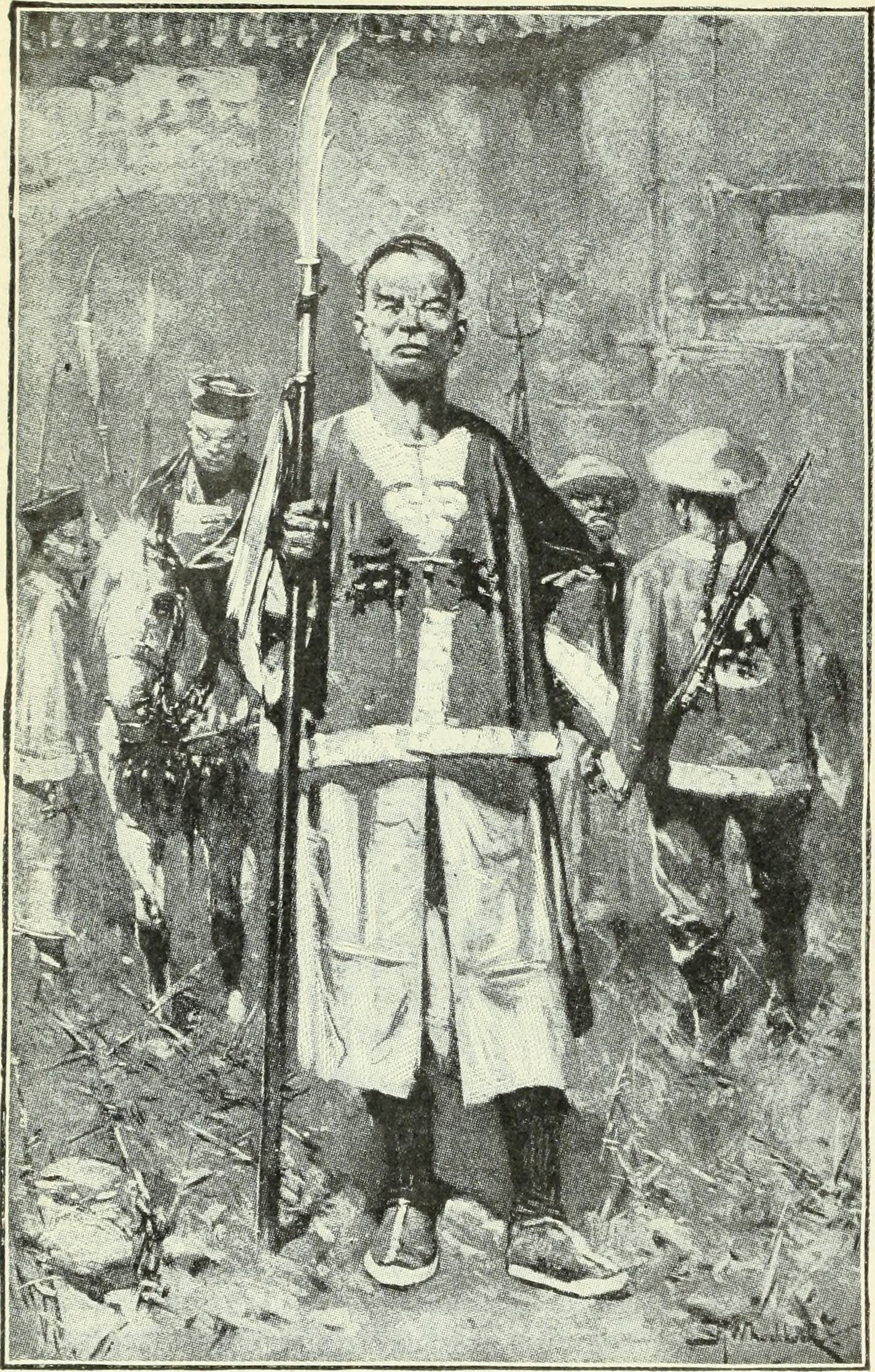
Os Soldados Espirituais foram comparados aos Boxers (foto) devido à sua confiança no combate corpo a corpo e à crença na magia para superar oponentes mais bem armados.

Tendo sofrido privações e impostos elevados às mãos dos senhores da guerra, a população rural de Hubei e Sichuan tornou-se cada vez mais inquieta. O descontentamento aumentou em 1920 quando um grupo de sacerdotes taoístas iniciou um movimento militante e espiritual de oposição ao militarismo e à tributação em Lichuan, Hubei.  [b] Inicialmente era uma pequena associação de cerca de 100 pessoas.  O slogan do movimento "Mate os senhores da guerra e acabe com os funcionários podres e os mocassins" encontrou grande apelo,  enquanto os sacerdotes ensinavam que qualquer um poderia se tornar um "Soldado Espiritual" abençoado pelos céus [a] passando por rituais mágicos. Esses rituais, como beber um fluido especial  ou comer as cinzas de amuletos queimados,  deveriam tornar os "Soldados Espirituais" invulneráveis a tiros e aumentar sua bravura.   Convencidos de que poderiam finalmente superar o armamento superior das autoridades governamentais, milhares de pessoas aderiram ao movimento e lançaram uma rebelião aberta.  Apesar de estarem armados principalmente com armas de curta distância, como lanças e sabres dao,  os camponeses rebeldes invadiram o condado de Lichuan e mataram o magistrado local, após o que o movimento se espalhou pelas regiões vizinhas. 
Neste ponto, os Soldados Espirituais somavam mais de 10.000 combatentes,  e suas forças continuariam a crescer nos próximos anos.   Embora o movimento acabasse por desenvolver uma organização relativamente sofisticada,  nunca foi realmente unificado. As forças rebeldes se dividiram em três exércitos principais, bem como em numerosas milícias desde o início,  e formaram seis ramos principais em 1928.  Esses diferentes grupos não coordenavam muito as suas atividades.  Embora os Soldados Espirituais geralmente não tivessem treinamento militar, armamento moderno e uniformes, eles tentaram organizar suas forças em exércitos reais. Eles introduziram fileiras militares, e os combatentes rebeldes se identificaram usando uma faixa amarela em volta do dedo médio da mão esquerda, já que o amarelo servia como "cor oficial" de seu movimento. Além disso, cada grupo principal de Soldados Espirituais se vestia com uma cor específica.   Por exemplo, os Soldados Espirituais no oeste de Hubei usavam principalmente turbantes e faixas vermelhas.   Eles também carregavam bandeiras para a batalha,  muitas delas vermelhas,  que estavam inscritas com os nomes de seus líderes  ou slogans que clamavam por "paz celestial"  ou "paz universal"  e o estabelecimento de um "reino celestial" na terra. 

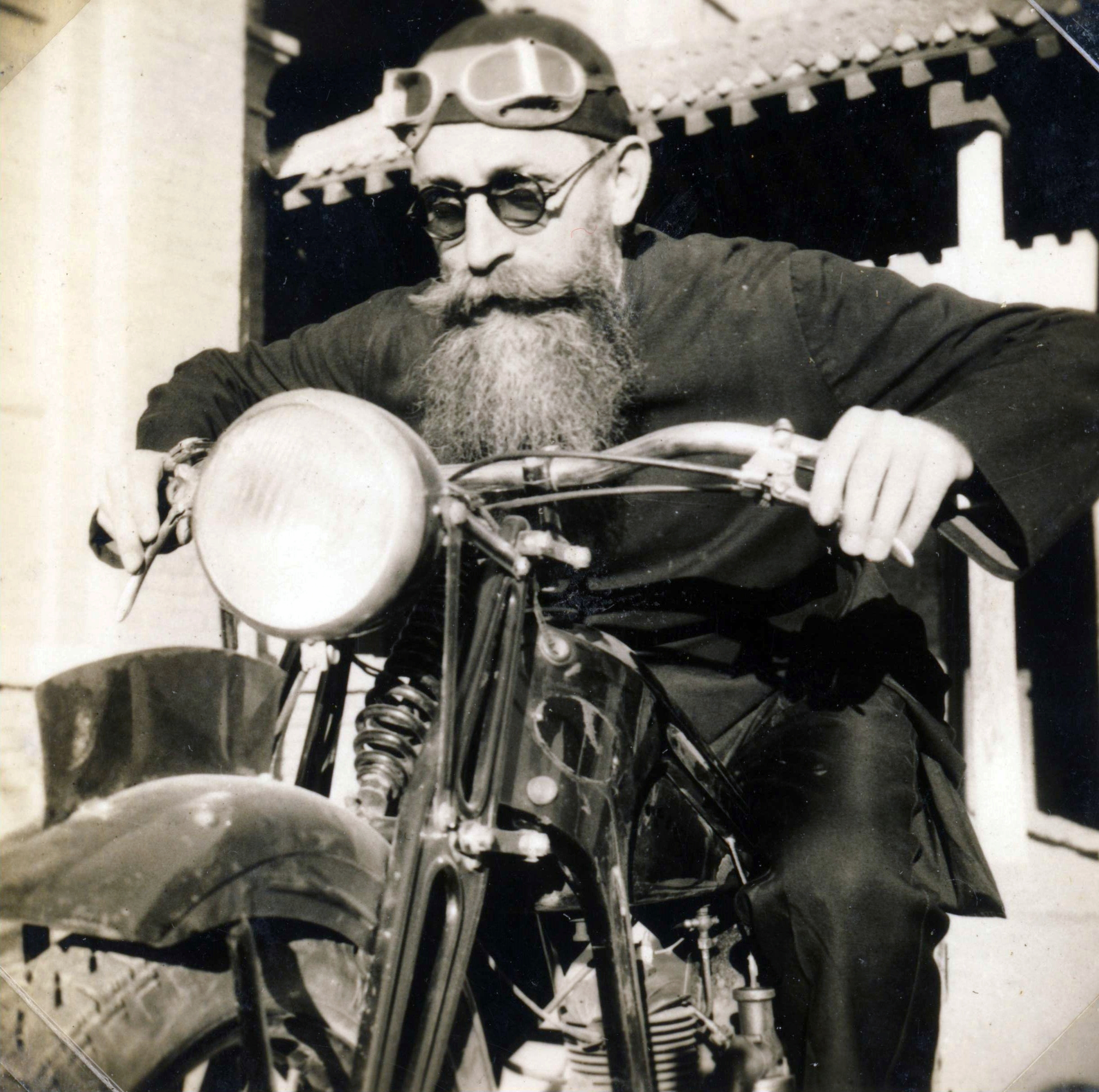
Um missionário jesuíta em uma motocicleta Asahi na China em 1939. Os Soldados Espirituais eram hostis à modernização influenciada pelo Ocidente e ao Cristianismo.

Além desses slogans vagos e do objectivo de derrubar as autoridades existentes, os rebeldes tinham poucos objectivos concretos. A maioria dos Soldados Espirituais não queria tomar o poder político,  e não tinha ideologia revolucionária. Apesar de terem afinidade com os pobres, não tentariam mudar a ordem política ou social ao ocuparem concelhos. Em vez disso, o antigo magistrado seria simplesmente substituído por um novo "que parecia ser um homem 'bom'". Um observador notou que tais pequenas mudanças muitas vezes não conseguiram melhorar permanentemente a situação dos camponeses.  Apesar disso, o governo dos Soldados Espirituais foi amplamente percebido como "benevolente" em comparação com o regime dos senhores da guerra.  Os rebeldes camponeses impediram a cobrança de aluguéis e impostos pelo governo,   e expulsaram tanto os soldados saqueadores dos senhores da guerra quanto os bandidos. As áreas conquistadas pelos insurgentes foram consideradas seguras para viajantes desarmados.  Para se financiarem, os Soldados Espirituais lutaram contra bandidos e senhores da guerra pelo controlo das rotas comerciais de sal e ópio que iam de Sichuan e Guizhou através do oeste de Hubei.  Os Soldados Espirituais também se destacaram por perseguir cristãos e estrangeiros.   Isto deveu-se à crença dos rebeldes de que a modernização ao estilo ocidental, bem como o cristianismo, trouxeram o caos à China, submetendo-a a ideias estrangeiras. Consequentemente, queriam purgar os seus territórios das influências ocidentais. 

### Batalha de Wanzhou
Logo após o seu lançamento, o movimento dos Soldados Espirituais espalhou-se para o oeste, em Sichuan, onde afetou diretamente o centro comercial regional de Wanzhou.  No final de 1920, vários Soldados Espirituais de Lichuan vieram para Wanzhou. Liderados pelos camponeses Hsiang Ting-hsi e Yang Tse-kun, eles espalharam a mensagem de seu movimento nos subúrbios da cidade usando slogans como "Enfrente os aluguéis e os impostos" e "Mate os cães cinzentos" (soldados senhores da guerra). Em poucos meses, conseguiram reunir 4.000 apoiantes da cidade  e das aldeias vizinhas.  Os insurgentes então estabeleceram seu quartel-general no templo local de Yama, armaram-se com armas simples, incluindo lanças de bambu, e lançaram um grande ataque contra a cidade de Wanzhou em 5 de março de 1921.   Atacando em duas ondas de cerca de 2.000 combatentes, os Soldados Espirituais aterrorizaram os soldados dos senhores da guerra locais, enquanto lutavam ferozmente com a parte superior do corpo nua, sem medo de balas.  Apesar de estarem armados com armas, os soldados acreditaram que seus oponentes estavam protegidos por magia e fugiram dos arredores de Wanzhou, atrás dos muros do centro da cidade.  
Embora tenham conseguido capturar a maior parte da cidade, os Soldados Espirituais não capitalizaram seu sucesso, em vez disso "compuseram cantos e desfilaram" pelas ruas.  As forças restantes dos senhores da guerra conseguiram resistir e atiraram em vários Soldados Espirituais por trás das muralhas do centro da cidade. Conseqüentemente, eles perceberam que poderiam realmente matar os rebeldes e lançaram um contra-ataque em 8 de março. Os combates pesados duraram quase o dia inteiro, mas as forças dos senhores da guerra prevaleceram e expulsaram principalmente os Soldados Espirituais de Wanzhou ao anoitecer. Cerca de 500 pessoas morreram durante esta batalha, a maioria delas rebeldes. 
Em 12 de março, o senhor da guerra Chou Fu-yu chegou à área com reforços e atacou os Soldados Espirituais na sede do templo, matando cerca de 1.000 deles, incluindo a maioria de seus líderes. Após esta derrota, os insurgentes ao redor de Wanzhou se dispersaram. A maioria dos sobreviventes no condado de Wanzhou regressou à vida civil, mas um número significativo continuou a insurgência. Vários recuaram para as montanhas de Hubei, onde se juntaram aos principais exércitos de Soldados Espirituais,  enquanto outros permaneceram em Sichuan. Estas últimas eram na sua maioria pequenas milícias que se comportavam como bandidos, de modo que as autoridades lamentaram que "distritos inteiros do país [foram] devastados" à medida que os rebeldes os saqueavam.  Em vez de tentarem tomar e manter territórios, capturariam cidades, expulsariam estrangeiros e missionários e depois seguiriam em frente. Durante vários anos após a incursão de Wanzhou, as bases permanentes dos Soldados Espirituais em Sichuan foram restritas a áreas próximas à fronteira com Hubei.  

### Pico e declínio do movimento
Apesar do revés em Sichuan, os Soldados Espirituais continuaram a florescer e a expandir-se em Hubei, expulsando as forças dos senhores da guerra de grandes partes da província.  Muitos condados caíram nas mãos dos insurgentes, incluindo Xuan'en, Badong, Yichang,  e Enshi.  Um líder insurgente, um antigo trabalhador agrícola chamado Yuan,  até se sentiu suficientemente confiante para se declarar o "Imperador de Jade" na sua base no oeste de Hubei.  Ativo por volta de 1920-1922,  ele começou a emitir vários decretos, nos quais criticava "estudantes, agricultores, trabalhadores, empregadores, comerciantes e militares e, por último, os missionários". Ele apelou abertamente ao extermínio violento de todos os padres cristãos, culpando-os pelos problemas do país e prometendo aos seus seguidores que, com o fim do cristianismo, a paz regressaria à China.  Outros Soldados Espirituais queriam restaurar a dinastia Ming , que consideravam um ponto alto na história da China. Sob os Ming, os chineses governaram seu próprio país e não foram submetidos à dinastia Manchu Qing ou aos estrangeiros ocidentais. 
Os Soldados Espirituais foram ajudados na sua expansão pelas contínuas lutas internas entre os senhores da guerra de Hubei e Sichuan.  Os conflitos no oeste de Hubei permaneceram muito caóticos,  não apenas com os Soldados Espirituais, mas também com forças de senhores da guerra de outras províncias e bandidos invadindo a região.  Os exércitos da camarilha de Zhili leais ao senhor da guerra do norte, Wu Peifu, mudaram-se de Hunan e Sichuan para Hubei em 1921. As forças do norte foram repelidas, mas as tropas de Sichuan ocuparam Badong, Xingshan, e Zigui por um curto período.  Mais importante ainda, Yang Sen assumiu o controle de Lichuan e Jianshi em outubro de 1921, mantendo-os até fevereiro de 1923.  Yang esteve fortemente envolvido nas guerras de Sichuan, enquanto as forças do governador Xiong Kewu lutavam contra vários rivais na tentativa de unificar a província.  Isso se tornou importante para os rebeldes camponeses porque Xiong foi gradualmente derrotado em 1923 e seus exércitos avançaram em direção ao oeste de Hubei. Yang e outros homens fortes exploraram a situação movendo suas forças na direção oposta, tentando esmagar os exércitos cada vez menores de Xiong e tomando Sichuan para si.  Embora Kong Geng tenha assumido o controle de alguns condados anteriormente ocupados por Yang, a remoção de muitas tropas de Sichuan permitiu que o exército de bandidos de Lao Yangren invadisse Yunxian, enquanto a guarnição do condado de Xingshan se amotinava.  Com sua sorte diminuindo, Xiong realmente se aliou às facções dos Soldados Espirituais baseadas em Enshi e Hefeng, e seu exército restante moveu-se através do vale Wu em uma tentativa de se unir a eles por volta de julho de 1924.  Este vale era a fortaleza mais importante do Soldado Espiritual em Sichuan.  No entanto, as forças dos senhores da guerra do norte sob o comando de Wang Duqing e Yu Xuezhong, bem como as tropas de Henan lideradas por Hu Xiannian, foram enviadas para bloquear o caminho do exército de Xiong. 

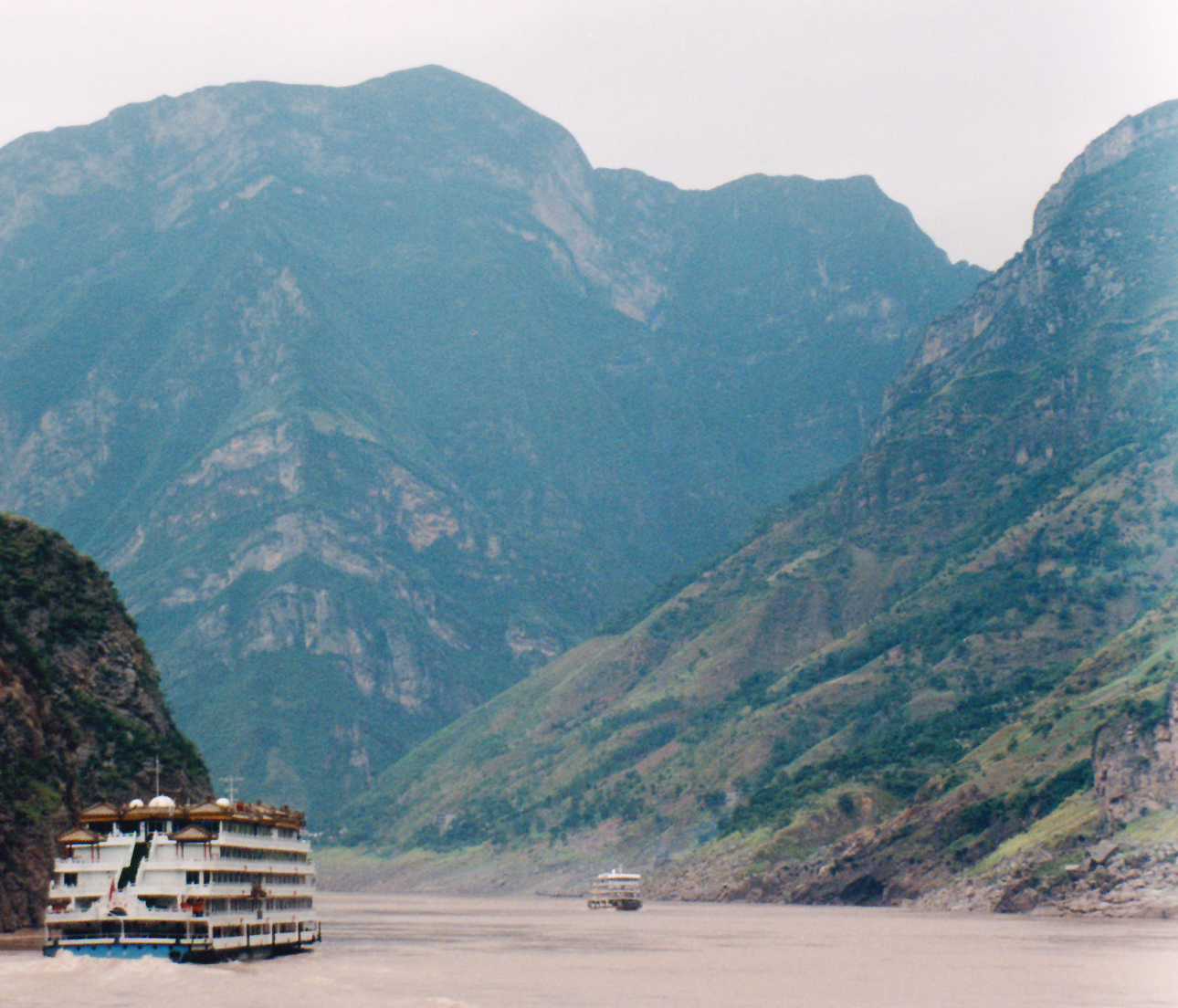
Vale Wu, o centro da atividade dos Soldados Espirituais em Sichuan

As guerras caóticas continuaram em Hubei e Sichuan,  já que a ascendência de Yang Sen ao governo de Sichuan provou ser de curta duração. Ele provocou vários de seus aliados anteriores e foi deposto do poder no início de 1925.  Ele recuou para Hubei, acabando por se encontrar em Badong.  Esses confrontos mais uma vez se espalharam para o oeste de Hubei, onde o senhor da guerra expatriado de Guizhou, Yuan Zuming - um dos oponentes de Yang - mudou-se para Lichuan e Shinan na tentativa de conquistar Hefeng.  Enquanto isso, os Soldados Espirituais se espalharam pelo leste de Sichuan, oferecendo proteção aos habitantes locais contra os senhores da guerra e bandidos saqueadores.  Na verdade, os rebeldes camponeses conseguiram obter uma grande vitória sobre as tropas dos senhores da guerra em Wangying naquele ano; de acordo com um relato, "o rio ficou vermelho com o sangue inimigo". 
O início de 1926 marcou o auge do movimento do Soldado Espiritual, já que os rebeldes contavam com cerca de 100.000 combatentes e controlavam quarenta condados em Hubei.  Apesar disso, no entanto, os Soldados Espirituais eram demasiado desorganizados e mal armados  para defender os seus territórios contra as três divisões bem treinadas e bem equipadas que os senhores da guerra eventualmente enviaram contra eles em 1926. Os rebeldes sofreram várias derrotas esmagadoras em rápida sucessão, e os seus líderes foram mortos em combate ou morreram de outras causas, incluindo suicídio ou doença. Em consequência, o movimento rebelde declinou rapidamente do final de 1926 ao início de 1927, e um grande número de Soldados Espirituais desertou.  A essa altura, porém, a situação na região começou a sofrer uma mudança significativa devido ao lançamento da Expedição do Norte em julho de 1926. Esta foi uma grande campanha do Kuomintang (KMT; também conhecido como "Partido Nacionalista Chinês") para reunificar a China e derrotar as camarilhas dos senhores da guerra. 

## Consequências
A Expedição do Norte durou até dezembro de 1928, reunificou a China e derrubou vários senhores da guerra do poder. No entanto, vários senhores da guerra, como Xiong Kewu e Yang Sen, aliaram-se ao KMT para manter ou recuperar o poder.   A operação também causou mais caos e grandes perturbações em Hubei e Sichuan, que foram exploradas por vários grupos, como Lao Yangren, cujo exército de bandidos cresceu para cerca de 20.000 combatentes no final de 1926.  Além disso, milícias de aldeias autónomas, outras sociedades secretas como a Gelaohui e a Baijihui, bem como piratas fluviais (huba) estavam ativos na província.  No entanto, uma mudança importante na guerra na região foi a introdução de novos elementos ideológicos. Muitas tropas do KMT que se deslocaram pelo centro da China faziam parte da ala esquerda do partido ou eram comunistas declarados. Quando a ala direita do KMT lançou uma purga contra os esquerdistas no massacre de Xangai em Abril de 1927, uma guerra civil eclodiu dentro do KMT. O Partido Comunista Chinês deixou a Frente Unida com o KMT e rebelou-se.  Hubei tornou-se um dos principais centros da insurgência comunista inicial. 
A essa altura, o movimento do Soldado Espiritual ainda tinha uma presença significativa na região,  e bandos de Soldados Espirituais logo se aliaram aos Exércitos Vermelhos de He Long e Xu Xiangqian.  Embora os comunistas considerassem as sociedades secretas com suspeita como elementos conservadores e predatórios, apresentavam aliados convenientes cujos objectivos eram pelo menos um pouco compatíveis com a revolta de esquerda.  Ele Long, em particular, estabeleceu laços estreitos com os Soldados Espirituais.  [d] Ele passou a vê-los como "bandidos sociais" que queriam proteger seu povo.  Na verdade, muitos Soldados Espirituais tornaram-se parte dos Exércitos Vermelhos.  Como a agitação permaneceu alta em todo o país, o movimento do Soldado Espiritual também continuou a se espalhar por conta própria, expandindo-se para o norte e centro de Sichuan,  oeste de Henan e leste de Guizhou.  Grupos de Soldados Espirituais persistiram nessas regiões durante a década de 1930. 
Uma das últimas rebeliões conhecidas dos Soldados Espirituais ocorreu em fevereiro de 1959, quando o "Regimento de Soldados Espirituais" de 1.200 homens lançou um levante anticomunista em Sizhuang, Henan. 